# Großhelmsdorf

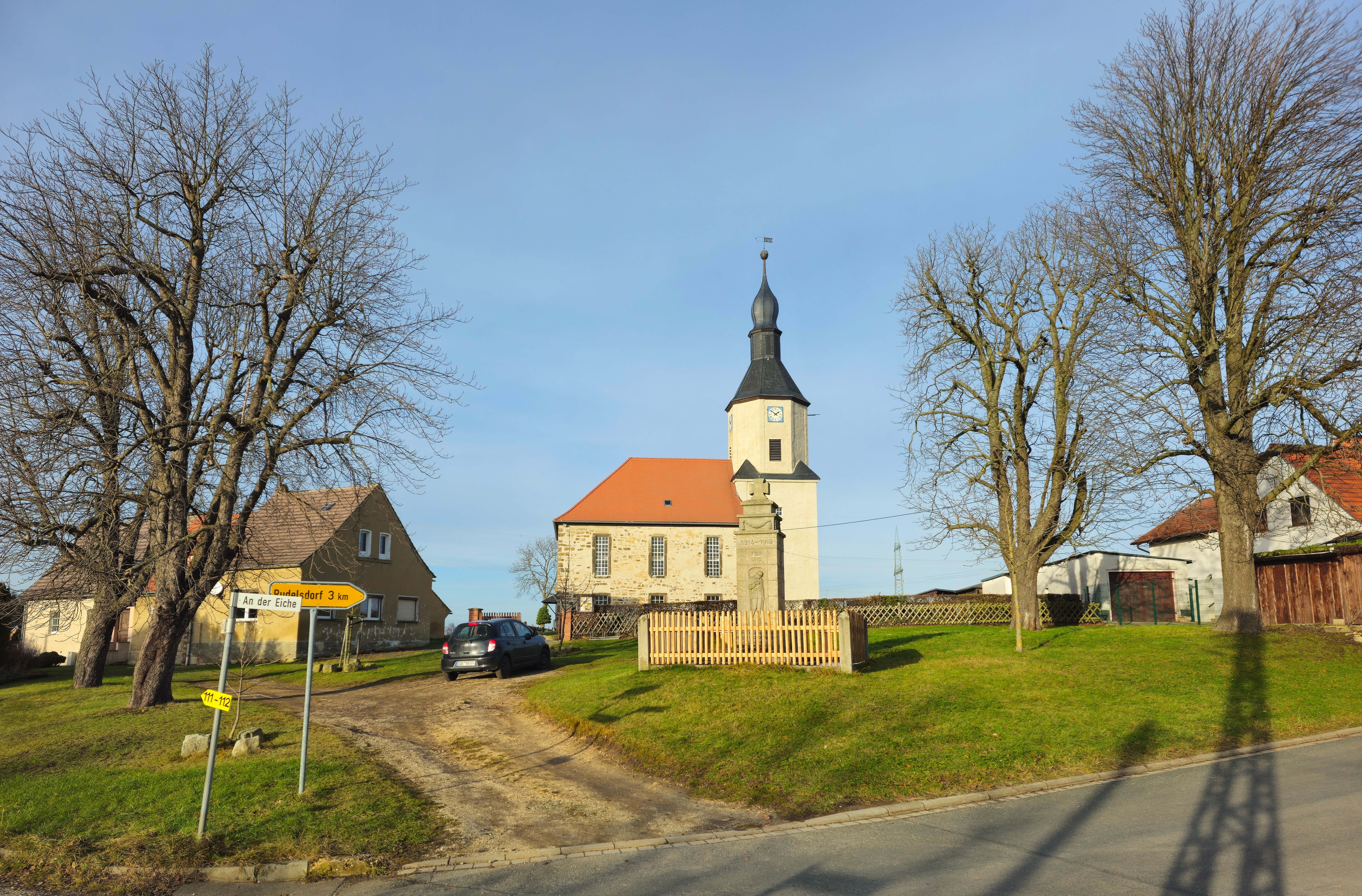
Trinitatiskirche

Großhelmsdorf ist ein Ortsteil der Gemeinde Heideland im Saale-Holzland-Kreis in Thüringen, die Teil der Verwaltungsgemeinschaft Heideland-Elstertal-Schkölen ist. Großhelmsdorf liegt zwischen den Städten Schkölen und Eisenberg.

## Geschichte
Die Ersterwähnung vom Ort Großhelmsdorf erfolgte am 11. September 1223.
Westlich vom Ort liegt auf einer Kuppe eine Wallanlage. Es gibt urkundliche Hinweise auf eine Burg im 12. und 13. Jahrhundert, die eventuell mit der Wallanlage im Zusammenhang gestanden haben kann. Urkundlich wird ab 1121 ein Hagendorf erwähnt, der zur Haynsburg gehört haben soll. 1185 und 1223 werden ein Konrad von Haynsburg und 1238 ein Schloss Haynsburg genannt. Auf dieser obengenannten spornartigen Anhöhe sind erkennbare Relikte mehrfach nachgewiesen worden, die eventuell auf die Anlage zurückgehen.
Der Legende nach soll der Ortsname vom ersten Siedler namens Helm stammen, welcher zwei Söhne hatte, deren älterer den Ort um 1540 gründete. Anhand der Archivalien im Landesarchiv Sachsen-Anhalt kann dies nicht bestätigt werden. Vielmehr geht aus einer Urkunde des Sächsischen Hauptstaatsarchivs Dresden aus dem Jahre 1223 hervor, dass es sich ursprünglich um den Ort eines Helmbold oder Helmold handelte („Helmoldesdorf“, entgegen Kleinhelmsdorf, welches „Helwigsdorf“ hieß). Aus einer am 5. Juli 1540 in Freiberg ausgestellten Urkunde des Herzogs Heinrich von Sachsen ist ersichtlich, dass dieser den Brüdern Heinrich, Günther d. Ä., Rudolf d. Ä., Günther d. J. und Heinrich d. J. von Bünau auf Tannroda „das Dorf Helmsdorf mit einem freien Sedelhof“ als Mannlehen überließ, sowie es zuvor bereits sein Bruder, Herzog Georg der Bärtige von Sachsen, ihren Vorfahren gegenüber getan hatte.
Großhelmsdorf gehörte bis 1815 zum Amt Weißenfels des Kurfürstentums und späteren Königreichs Sachsen. Großhelmsdorf gelangte nach dem Wiener Kongress an den Kreis Weißenfels des Regierungsbezirks Merseburg der preußischen Provinz Sachsen. 
Carl von Flemming kaufte 1839 das Gut Großhelmsdorf von Heinrich LXXII. Reuß.
Nach dem Zweiten Weltkrieg wurde der Ort in das östlich benachbarte Lindau eingemeindet und gehörte zum Kreis Zeitz des Landes Sachsen-Anhalt. Durch die Gebietsreform 1952 gelangte Großhelmsdorf an den DDR-Bezirk Gera und mit diesem 1990 an den Freistaat Thüringen.
Am 1. Juli 1950 verlor Großhelmsdorf durch die Eingemeindung nach Lindau zum ersten Mal seine Unabhängigkeit, aber bereits am 1. Januar 1957 wurde der Ort wieder ausgemeindet und somit selbstständig. Am 9. April 1994 wurde der Ort zusammen mit sechs weiteren Orten zur neuen Gemeinde Heideland zusammengeschlossen.

## Persönlichkeiten
- Gottlob Traugott Gabler (1800–1849), evangelischer Kantor zu Freyburg (Unstrut) und Ortschronist